# Лагодовка (Николаевская область)
Лагодовка (укр. Лагодівка) — село в Казанковском районе Николаевской области Украины.
Основано в 1905 году. Население по переписи 2001 года составляло 282 человек. Почтовый индекс — 56027. Телефонный код — 5164. Занимает площадь 0,443 км².

## Местный совет
56027, Николаевская обл., Казанковский р-н, с. Лагодовка, ул. Школьная, 6